# Station La Rivière
Station La Rivière is een spoorwegstation in de Franse gemeente La Rivière-Drugeon.